# Knopp Ferro
Knopp Ferro (* 1953 als Walter Hinterecker in Bensberg) ist ein österreichischer Bildhauer, Maler und Performancekünstler. Er lebt und arbeitet in München und in Inning am Ammersee.
Seine bekanntesten Werke – sowohl als Einzelkünstler als auch als Teil der Künstlergruppe Jet Ferro – befinden sich heute in internationalen Galerien und Ausstellungshäusern und waren bereits auf Einladung im Außenbereich der documenta in Kassel zu sehen.

## Leben
Knopp Ferro, geboren 1953 in Bensberg bei Köln, ist österreichischer Staatsbürger, wuchs jedoch in Deutschland auf. 1973 bis 1977 studierte er an der Fachhochschule für Kunst und Design in Köln Metallbildhauerei und Performance bei Anton Berger. Bereits während dieser Zeit gründete er 1975 gemeinsam mit seinem Bruder und zwei Kommilitonen die Künstlergruppe Jet Ferro. Ein Jahr später, 1976, arbeitete die Gruppe für ein halbes Jahr im Circus Roncalli unter der Leitung von André Heller.
Nach der Auflösung von Jet Ferro 1979 ging Knopp Ferro 1980 nach Zürich und gründete gemeinsam mit der Tänzerin Yvonne Vogel das Performance-Theater „Bumper to Bumper“, für das er zehn Jahre lang als Autor und Darsteller tätig war.
1990 bis 1992 arbeitete Knopp Ferro in einem Atelier in Zürich, übersiedelte anschließend für drei Jahre (1992–1995) nach New York, USA, und war nach seiner Rückkehr nach Deutschland 1995 bis 2005 in Köln tätig. Seit 2006 lebt und arbeitet Knopp Ferro in München und Inning am Ammersee.

## Werk/Rezeption
Knopp Ferro hat sich heute international einen Namen mit Installationsskulpturen aus Metall gemacht: ausgetüftelte Skulpturen aus Draht und Eisen oder Edelstahl, die an Mobiles erinnern. Sie hängen von der Decke, können an Wände installiert werden oder werden in kleinerem Format auf Ständer gestellt. Diese Skulpturen werden von Zeichnungen und Skizzen ergänzt.
Während seines Studiums der Bildhauerei kam Knopp Ferro jedoch in Kontakt mit Performances, damals noch Aktionen und Happenings genannt, und erlangte hiermit gemeinsam mit der Künstlergruppe „Jet Ferro“, später auch als Solokünstler erste Bekanntheit.

### Jet Ferro
Schon als Kind interessierte es Knopp Ferro, in andere Rollen zu schlüpfen – als Zirkusdarsteller oder Zauberer. In seiner Jugend wurde er dann Messdiener im Kloster, weniger aus religiösen Gründen, sondern aufgrund der Faszination für die „Kostüme“ und die Zeremonien und Rituale. Diese frühen Erlebnisse können als Wurzeln für das spätere Interesse an der künstlerischen Ausdrucksweise in Form von Performances verstanden werden.
Jet Ferro wurde 1975 von Knopp Ferro gemeinsam mit seinem Bruder Rolf Hinterecker sowie den Künstlerkollegen und Kommilitonen Fritz Esch und Michael Wolf in Köln gegründet. Damals herrschte in der Stadt das Lebensgefühl des Aufbruchs und Umbruchs. Knopp Ferro sagt selbst, dass „Aktionismus in der Luft lag“. Künstler wie Joseph Beuys und Wolf Vostell veranstalteten Happenings in der Stadt, die die jungen Künstler sehr beeindruckten.
Der Name „Jet Ferro“ setzt sich zusammen aus „Jet“ von „Jet Star“, einem rasanten Fahrgeschäft auf der Kirmes. Es stand für die Künstler für Bewegung, Geschwindigkeit sowie die Faszination von Flugzeugen. „Ferro“ kommt von dem lateinischen Wort für Eisen – dem Material, aus dem Jet Ferro die Kulissen für ihre Performances schweißten – verfremdete Einrichtungs- und Alltagsgegenstände oder ganze Räume. Sie persiflierten darin die damals aufkommende Pop- und Rockkultur mit ihrem Starkult und wandten sich bewusst vom gerade entstehenden Kunstmarkt ab, der sich vor allem mit Malerei und Bildhauerei beschäftigte. Beuys’ Credo „Kauft Kunst beim Künstler“ entsprach auch ihrer Vorstellung.
In experimenteller Weise und mit viel Spaß an der Sache wurde bei den Happenings die Kunst mit dem Körperlichen verbunden – jede neue Möglichkeit, um Kunst Ausdruck zu verleihen, wurde experimentell einbezogen. Ein wichtiges Medium als Teil des Happenings wurde auch die Musik – die Gruppe entdeckte den Punk für sich, um Emotionen zu transportieren.
Vier Jahre lang arbeitete Jet Ferro zusammen und war trotz ihrer Ablehnung des Kunstmarktes und seiner Mechanismen sehr erfolgreich. Das Publikum war schockiert und zugleich fasziniert. Letztlich wurde die Gruppe sogar 1976 ins Fernsehen in die Talkshow „Kölner Treff“ mit Alfred Biolek und 1978 zu „Bio’s Bahnhof“, wo sie mit einer „Stylosionsmaschine“ inklusive „Extasehebel“ zu sehen waren – auch das eine Parodie auf den Starrummel der damaligen Zeit.
Anschließend wollte man eine Pause einlegen, es gab jedoch keine weitere gemeinsame Arbeit mehr.

### Theater „Bumper to Bumper“
Knopp Ferro ging anschließend in die Schweiz, wo er gemeinsam mit der Tänzerin Yvonne Vogel zunächst in Basel, später in Zürich das Performance-Theater „Bumper to Bumper“ gründete. Sie wollten eigene Stücke schreiben, wobei vor allem mit dem Körper gearbeitet werden sollte. Zugleich war es laut Knopp Ferro die Weiterführung der „Lebensillusionsmaschine“, die sie bereits als Jet Ferro entwickelt hatten – sie hinterfragten die damaligen Ideale, fragten nach dem Sinn des Lebens und dem Ziel allen Strebens der menschlichen Gesellschaft, oftmals mit Hilfe absurder Elemente, wie einer Schaumgummihand, die den menschlichen Körper streichelte und so Liebe und Zärtlichkeit suggerierte.
Knopp Ferro war 10 Jahre lang als Autor und Darsteller in der Theatergruppe tätig und tourte mit ihr durch ganz Europa. Die freie alternative Theaterszene, der die Gruppe damit angehörte, bildete einen wichtigen Gegenpol zu dem traditionellen, sehr konservativen Stadttheater. Stets spielte in den Stücken auch die Performance eine Rolle und so führte die Arbeit des Theaters das weiter, was bereits als Jet Ferro entwickelt wurde.

### Die ersten Jahre als Solokünstler
Nach 10 Jahren Tourneeleben in der Gruppe wandten sich Knopp Ferro und seine Kollegen neuen, stilleren Themen zu – man begann wieder, mit Grundbegriffen zu arbeiten, wie Rhythmus oder Lautstärke. Das Atelier wurde zum Labor, in dem zu diesen Schlagworten individuell gearbeitet wurde und die Ergebnisse anschließend einem kleinen Publikum präsentiert wurden. Dabei verwendete jeder Künstler seine eigene Ausdrucksweise und Sprache. Dies wurde zum Anfang Knopp Ferros Arbeit als Einzelkünstler. Weiterhin mit der Verbindung Performance-Skulptur entstanden in der Schweiz Arbeiten wie der „Fluchturm“. Diesen konnten die Besucher betreten, um hier frei und ungehemmt fluchen zu können – ein großer Publikumserfolg.
Es waren Plastiken, die – in Verbindung mit Performances – soziale, oftmals vor allem politische Aussagen transportierten. Die Kunst bezog politisch Position und wurde so zur Reaktion auf die Tagespolitik.
1992 übersiedelte Knopp Ferro dann nach New York – zu einer Zeit, als dort sehr wenig mit Performance gearbeitet wurde. Mit aufsehenerregenden Aktionen wurde er bekannt: So zog er mit Blechkisten auf dem Rücken und einem ohrenbetäubenden Lärm durch Manhattan und die U-Bahn und ließ dies filmen. Dieser Film wurde anschließend in einer Galerie auf die Wand projiziert und so, mit einer weiteren Performance („Body and honey change the system“) kombiniert, gezeigt.
Das Minimalistische, mit dem Knopp Ferro hier arbeitete, begriff er als Zusammenfassung der Arbeiten der letzten 15 bis 20 Jahre – ein typisches Produkt der 1980er Jahre.
Nach drei Jahren Aufenthalt in New York kehrte Knopp Ferro 1995 nach Köln zurück, wo er in gleicher Bildsprache und mit gefilmten Performances, die sich anschließend mit Live-Performances überlagerten, weiterarbeitete. Den Abschluss dieser Phase der Performance bildete eine im Kölner Stadtmuseum gezeigte Arbeit.
In Europa gab es zur damaligen Zeit eine relativ starke Performance-Szene, die zusätzlich aus Asien bereichert wurde. Aus Bangkok, Thailand, kamen völlig neue Impulse: Rücksichtslos wurden mit ganzem Körpereinsatz Tabus gebrochen, und so Themen wie Politik, Glaube und Sexualität thematisiert – dies stieß in Europa nicht immer auf Verständnis. Aber für Knopp Ferro war dies ein „neuer Kick“ und ließ ihn bis 2003/2004 als Performancekünstler arbeiten. Seine letzte Performance zeigte er in Kassel: Er „zeichnete“ mit einem Messer an der Wand, indem er sie einritzte, während Musiker dies untermalten. In einem abschließenden aggressiven Akt zerstörte er zuletzt mit dem Messer die Trommel eines Musikers. Knopp Ferro sagte dazu selbst: „Mir ging es um das Emotionale, das Publikum soll Emotionen wahrnehmen können, die extremen Situationen werden auch mit Publikum erlebt.“

### Installationsskulpturen
Anschließend wandte Knopp Ferro sich völlig von der Performance ab und arbeitet seither fast ausschließlich als Bildhauer. Wie schon früher zu Zeiten von Jet Ferro entstehen seine Skulpturen aus Metall. Die Arbeiten werden in Katalogen und Texten als „Raumplastiken“ und „Installationsskulpturen“ bezeichnet und beides ist treffend. Es handelt sich um mobileartige Gebilde aus einer Vielzahl von Drähten, die metallene Stäbe halten und durch diese zugleich verbunden sind. Sie bilden den Körper der stehenden oder hängenden Plastik und halten sich, meist nur an einem Punkt fixiert und genau austariert, in der Waage. Trotz ihres Gewichts scheinen sie nahezu schwerelos zu schweben. Sie bilden ihre Form dabei allein aus der Horizontalen und der Vertikalen aus, die einem Ordnungssystem zu folgen scheinen. Jedoch ist dieser Eindruck flüchtig, denn mit jeder Bewegung, die auf sie einwirkt – sei es ein Luftzug oder Menschen im Raum –, verschwindet das eben noch vermeintlich erkennbare Bild und weicht einem neuen. Nichts ist, wie es scheint, und der Betrachter hat mit jeder Minute ein neues Bild vor Augen. Die stetige Veränderung lässt die Gewohnheiten der Wahrnehmung hinterfragen, sie wird relativiert.
Alle Arbeiten werden, je nach Größe und Herstellung, in Untergruppen unterteilt: es gibt hier u. a. die Namen „Linienschiffe“, „Color Space“, „Fuge“, „Linienfeld“, „System“ und „Prop“. Jede dieser Werkgruppen umfasst mittlerweile eine Vielzahl von Arbeiten.
Der Titel aller Arbeiten entspricht der Uhrzeit der Fertigstellung, eine völlig neutrale Bezeichnung, die nicht dazu verleitet, vorschnell Assoziationen aufkommen zu lassen. Dies überlässt Knopp Ferro dem Betrachter. Und zudem wird so – neben den drei Dimensionen des Raumes – die vierte Dimension der Zeit in die Arbeit integriert.
Ende 2014 entwickelte Knopp Ferro eine ganz neue Werkgruppe, die „Colour Installation“. Die Arbeiten werden – selbst in Farbe – auf grellfarbige Metallplatten montiert.
Sind die frühen Werke, wie die in der Trinitatiskirche in Köln, noch schlicht und simpel in Form und Farbgebung, so werden die Arbeiten stets umfassender. Neben der komplexer werdenden Form – auch technisch höchst ausgereift – beginnt auch die Farbe, eine immer tragendere Rolle zu spielen.

### Weitere Werke
Parallel zu seinen Skulpturen arbeitet Knopp Ferro auf Papier: Er macht Federzeichnungen, Messerzeichnungen und sogenannte „Frühe Morgenzeichnungen“, ebenfalls in Tusche auf Papier. Allein Zeichnungen ist das Zarte, fast Lyrische gemein. Wobei das Zarte bei den Messerzeichnungen noch dadurch gesteigert wird, dass ihnen jede Farbe fehlt und die Zeichnung nur mit dem Messer auf das Blatt geritzt wird.
Linie und Punkt stehen im Mittelpunkt der Zeichnungen, es handelt sich jedoch nicht um Konstruktionszeichnungen für die Plastiken, sondern die Zeichnungen sind völlig unabhängig von diesen. Teilweise ist Gegenständliches angedeutet. Sie scheinen wie Gedankenstützen und Erinnerungen, aber auch wie Versuche zur Erschaffung neuer Formen. Die zarten Zeichnungen entstehen rasch und mit einer schnellen Handschrift.

## Ausstellungen (Auswahl)
- 2018: Outdoor Sculpture Installation, Mario Mauroner Contemporary Art Salzburg, Österreich
- 2018: Metal in Motion, Louis Stern Fine Arts, Los Angeles, USA
- 2018: Exposition Collective, Galerie Denise René, Paris, Frankreich
- 2017: Galerie Denise René, Paris, Frankreich
- 2017: Zeitkunstgalerie – Projektraum, Kitzbühel, Österreich
- 2016/17: LEVITATING COLOUR, DAN galeria and Espace Expression, Miami, USA (Kat.)
- 2016: Gravity, Maddox Arts, London, Großbritannien
- 2015: Weight for showing, Maddox Arts, London, Großbritannien
- 2014: Suspension / enclosure (RED), Louis Stern Fine Arts / West Hollywood, USA
- 2013: Galerie Katherine Putman, Paris, Frankreich
- 2010: Interrupted Silence, Maddox Arts Gallery, London, Großbritannien
- 2009: Dan Galería, São Paulo, Brasilien
- 2009: Louis Stern Fine Arts, Los Angeles, CA, USA
- 2009: Galería Cayón, Madrid, Spanien
- 2009: Galerie Axel Holm, Ulm, Deutschland
- 2008: Raum Zeichen, Galerie Jöllenbeck Michael Nickel, Köln, Deutschland
- 2007: Galerie Bergner + Job, Mainz, Deutschland
- 2007: Linienschiff Kap 22:18 in dialogue mit Erwin Heerich, Christus Church, Mainz, Deutschland
- 2006: Skulpturen Partitur, Opera Festival, Gut Immling, Deutschland
- 2006: Skulptur & Zeichnung, Kunstverein Rügen, Deutschland
- 2005: Drawing beyond gravity, Galerie Jöllenbeck Michael Nickel, Köln, Deutschland
- 2005: Linienschiffe, Galerie Thomas, München, Deutschland
- 2005: Galerie Ueker & Ueker, Basel, Schweiz
- 2004: Augenraub (mit Krimhild Becker und Jo Schultheis), Zeitkunstgalerie, Kitzbühel, Österreich
- 2004: Mikado, Kunstraum 21, Köln, Deutschland
- 2003: Magnet Requisiten, Galerie Jöllenbeck Michael Nickel, Köln, Deutschland
- 2003: Linienschiffe, Skulptur Installation, Antoniter Kirche, Köln, Deutschland (Kat.)
- 2002: Tag und Nacht Gleiche, Installation, Kunstraum 21, Köln, Deutschland
- 2001: Service Culturel & Edition, Galerie Maly, Köln, Deutschland
- 2000: Galerie Jöllenbeck Michael Nickel, Köln, Deutschland (Kat.)
- 1998: Galerie Jöllenbeck Michael Nickel, Köln, Deutschland
- 1998: Gothaer Kunstforum, Köln, Deutschland (mit Max Scholz) (Kat.)
- 1998: Zeitkunstgalerie, Kitzbühel, Austria (mit Martin Eiter)
- 1996: Zeitkunstgalerie, Köln, Deutschland (Kat.)
- 1994: Zeitkunstgalerie, Köln, Deutschland
- 1992: Galerie Urs Meile, Luzern, Schweiz (Kat.)
- 1978: Jet Ferro, Galerie Camomille, Brüssel, Belgien
- 1977: Jet Ferro, Galerie Ingo Kümmel, Köln, Deutschland
- 1977: Jet Ferro, Galerie Harlekin Art, Wiesbaden, Deutschland

## Kunstwerke in öffentlichen Sammlungen
- Artothek Köln, Deutschland
- Collection Jacques & Miny Defauwes, Niederlande
- Sammlung Ute und Michael Berger Wiesbaden, Deutschland
- Ella Fontanals - Cisneros Collection Miami, USA
- Niederösterreichisches Landesmuseum Linz, Österreich
- MACBA Museum Art Center Buenos Aires, Argentinien
- Republik Österreich Wien, Österreich
- Stadt Köln, Deutschland
- Stadtsparkasse Köln, Deutschland
- Landesmuseum Mainz, Deutschland

## Filme
- Hrsg.: Louis Stern Fine Arts, “Knopp Ferro – Sculpture defying Gravity”, Kamera-Schnitt: Carlos Lügstenmann, Calproduce, West Hollywood, USA, 2009
- Hrsg.: Knopp Ferro, “Knopp Ferro – Drawing beyond Gravity”, Kamera-Schnitt: Carlos Lügstenmann, Calproduce, West Hollywood, USA, 2008
- Knopp Ferro, „Tollhaus – Video–Videoinstallation“, ca. 22 Minuten, Kamera: Monika Schuck u. Knopp Ferro, Schnitt: Alessandra Farallo u. Mark-Steffen Göwecke, München 1998